# Эгеритальский диалект
Эгеритальский диалект (нем. Ägeritalisch) — диалект немецкого языка, распространённый в коммуне Оберэгери (Эгериталь) в центральном немецкоязычном швейцарском кантоне Цуг. Принадлежит к горной (южной) группе алеманнских диалектов Швейцарии.